# Sony Mustivar
Sony Mustivar (* 12. února 1990, Aubervilliers, Francie) je francouzsko-haitský fotbalový záložník a reprezentant, který v současné době hraje za rumunský klub FC Petrolul Ploiești.

## Reprezentační kariéra
Mustivar působil ve francouzské mládežnické reprezentaci do 20 let, se kterou se v květnu 2009 zúčastnil Středozemních her 2009, kde mladí Francouzi obsadili na fotbalovém turnaji třetí místo.
V roce 2013 debutoval v A-mužstvu Haiti.